# Kim Carnes
Kim Carnes (født 20. juli 1945 i Pasadena i Californien) er en amerikansk sangerinde. 
Kim Carnes er især kendt for hitsinglen "Bette Davis Eyes" fra 1981, der henviser til den amerikanske skuespiller Bette Davis' øjne.